# Pegau
Pegau település Németországban, azon belül Szászország tartományban. Lakosainak száma 6590 fő (2023. december 31.). Pegau Markranstädt, Lipcse, Zwenkau, Groitzsch, Elstertrebnitz, Hohenmölsen és Lützen községekkel határos.

## Népesség
A település népességének változása:
| Lakosok száma | 4759 | 6279 | 6288 | 6510 | 6561 | 6590 |
|               | 2012 | 2017 | 2019 | 2021 | 2022 | 2023 |